# هولوژیک
هولوژیک (انگلیسی: Hologic) شرکت تجهیزات پزشکی آمریکایی است، که در سال ۱۹۸۵ تأسیس شد.